# Idiocalla ferruginea
Idiocalla ferruginea là một loài bọ cánh cứng trong họ Cerambycidae.